# Luisa Torsi
Luisa Torsi (Bari, 8 ottobre 1964) è una chimica italiana, ricercatrice nel campo della diagnostica medica.

## Biografia
Si è laureata in fisica e ha conseguito il dottorato di ricerca in chimica presso l'Università di Bari. Attualmente è docente di chimica presso l'Università degli Studi di Bari Aldo Moro, presso l'Åbo Akademi in Finlandia, ed è stata presidente della European Material Research Society.
Nel 2018, coordinando la collaborazione tra l'Istituto di Fotonica e Nanotecnologie (CNR-IFN), l'Università degli Studi di Bari Aldo Moro, l'Università degli Studi di Brescia e il Consorzio per lo Sviluppo dei sistemi a Grande Interfase di Bari, è giunta alla realizzazione di SiMoT (Single-Molecule with a Transistor), un micro transistor capace di misurare una singola molecola di proteina; secondo Torsi si tratta di «un record mondiale assoluto destinato a rivoluzionare la diagnostica medica».

## Attività politica
Alle elezioni politiche del 2022 è stata candidata alla Camera dei Deputati nel collegio uninominale Puglia - 05 (Bari) per il centrosinistra (in quota Partito Democratico), ottenendo il 25,67% e venendo superata da Davide Bellomo del centrodestra (36,57%) e da Alberto Claudio De Giglio del Movimento 5 Stelle (28,76%), non è dunque eletta.

## Alcuni riconoscimenti
- Nel 2010 ha ricevuto il premio Heinrich Emanuel Merck, prima persona di sesso femminile al mondo,[6] per la sua attività di ricerca svolta nel campo dei sensori chimici e biologici per dispositivi come i transistor a film sottili.[7]
- Nel 2019 ha ricevuto il premio Distinguished Women Award da l'Unione internazionale di chimica pura e applicata, come una delle scienziate che si sono maggiormente distinte al mondo nel campo chimico.[8]
- Nel 2021 ha ricevuto la Wilhelm Exner Medal, premio internazionale ricevuto per la progettazione di un biotransistor, SiMoT, capace di rilevare ad esempio anche la minima traccia di virus come il Covid.[5][9][10] La medaglia è stata ricevuta oggi (2021) da 230 personaggi della scienza tra cui 23 premi Nobel (come Guglielmo Marconi).[11]